# Железные дороги Северной Македонии
Железные дороги Северной Македонии (макед. Железници на Република Северна Македонија, Железные дороги Республики Северная Македония) — северомакедонская государственная железнодорожная компания, которая занимается прокладкой железных дорог, введением в эксплуатацию локомотивов и вагонов, а также железнодорожными операциями по управлению. Общая протяжённость железных дорог в Северной Македонии составляет 925 км, из них 315 км электрифицированы (национальный стандарт — переменный ток частоты 50 Гц, напряжение 25 кВ). Член Международного союза железных дорог (код 65 для Северной Македонии).

## Краткая история

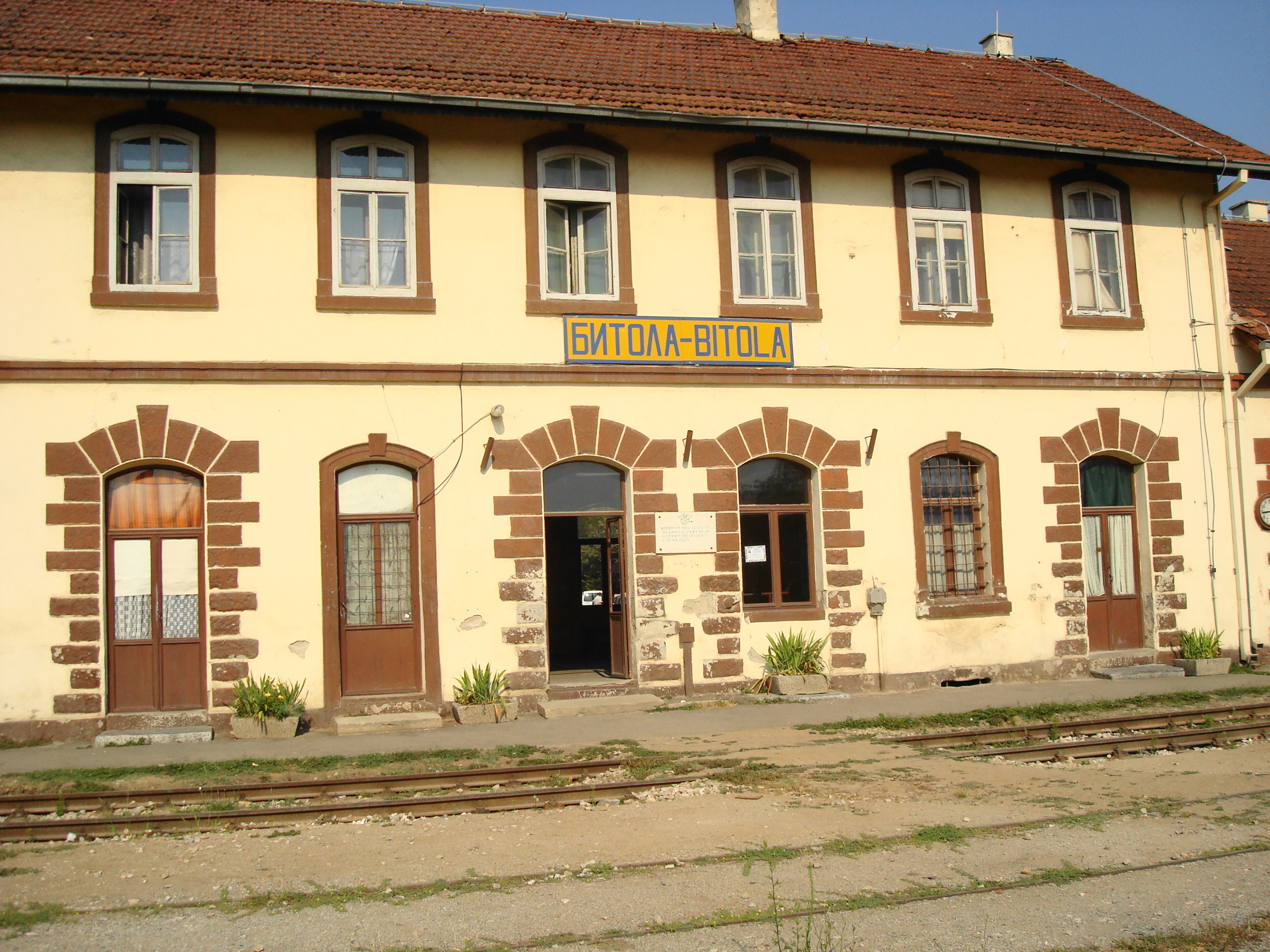
Железнодорожная станция в Битоле

Первая железная дорога на территории нынешней страны была проложена из Скопье в Салоники в 1873 году, когда территория нынешней Северной Македонии была частью Османской империи. Строительство дорог продолжалось в Королевстве Югославия, а в 1945 году была создана Государственная дирекция НР Македонии по железным дорогам, входившая в состав Югославских железных дорог. Дирекция стала называться Железнодорожным транспортным предприятием Скопье в 1963 году, с 1977 года была организацией, а в 1989 году стала общественным предприятием. С 2007 года «Македонски Железници» — акционерное общество. С 2010 года состоит в международной балканской организации железных дорог Cargo 10.

## Структура дорог

Карта Северной Македонии с железными дорогами

Железнодорожная система Северной Македонии связана с географическими соседями этой страны: на северо-запад и север дороги ведут в Сербию, в Ниш (из Волково в Косово, из Табановцев в центральную Сербию), на юго-восток и юго-запад — в Грецию, в Салоники (из Гевгелии и Кременицы соответственно). Основная железная дорога Северной Македонии проходит из Табановцев в Гевгелию и электрифицирована полностью. Главный железнодорожный вокзал находится в Скопье, откуда идут все основные дороги — на запад в Тетово, Гостивар и Кичево, на северо-запад в Волково, на север в Куманово и Табановци, на восток в Свети-Николе, Штип и Кочани, на юг в Велес и Неготино, на юго-восток в Гевгелию и на юго-запад в Богомилу, Прилеп и Битолу. По этим дорогам можно попасть в Болгарию.

## Оценка деятельности
Согласно журналистским расследованиям 2011 года, уровень обслуживания чрезвычайно низкий по причине медленного движения поездов и плохого обслуживания станций, что компенсируется невысокими ценами.

## Список поездов
В распоряжении компании есть ряд электровозов и тепловозов, которые являются головными элементами пассажирских и товарных поездов. В 2014 году был заключён контракт с китайской компанией «Zhuzhou Electric Locomotive» на поставку шести пассажирских поездов, каждый из которых может перевозить до 200 пассажиров. Республика Македония впервые в истории совершила сделку по приобретению локомотивов и вагонов с момента своей независимости, к тому же впервые китайские производители железнодорожного транспорта попали на рынок Европы.

### Электровозы
| Наименование | Производитель      | Всего | Мощность | Тип колёс по классификации AAR | Максимальная скорость | Строились      | Примечания                         | Изображение |
| ------------ | ------------------ | ----- | -------- | ------------------------------ | --------------------- | -------------- | ---------------------------------- | ----------- |
| 441          | Rade Končar Zagreb | 8     | 3800 кВт | Bo'Bo'                         | 120 км/ч (140 км/ч)   | 1969—1988      |                                    |             |
| 442          | Rade Končar Zagreb | 30    | 3800 кВт | Bo'Bo'                         | 120 км/ч (140 км/ч)   | 2001           | Восстановлены 3 локомотива HŽ 1141 |             |
| 461/462      | Electroputere      | 3/2   | 5100 кВт | Co'Co'                         | 120 км/ч              | 1972—1980/2008 | Восстановлены 2 локомотива MŽ 461  |             |

### Тепловозы
| Наименование | Производитель                                   | Всего | Тип                                    | Мощность | Тип колёс по классификации AAR | Максимальная скорость | Строились | Примечания | Изображение |
| ------------ | ----------------------------------------------- | ----- | -------------------------------------- | -------- | ------------------------------ | --------------------- | --------- | ---------- | ----------- |
| 642          | Brissonneau et Lotz Đuro Đaković Slavonski Brod | 8     | Манёвровый тепловоз с электропередачей | 606 кВт  | Bo'Bo'                         | 80 км/ч               | 1960-1964 |            |             |
| 643          | Brissonneau et Lotz Đuro Đaković Slavonski Brod | 3     | Манёвровый тепловоз с электропередачей | 680 кВт  | Bo'Bo'                         | 80 км/ч               | 1967      |            |             |
| 661          | GM-EMD Đuro Đaković Slavonski Brod              | 23    | Тепловоз с электропередачей            | 1454 кВт | Co'Co'                         | 114 км/ч (124 км/ч)   | 1960–1971 |            |             |

### Электропоезда
| Наименование | Производитель                    | Всего          | Мощность | Тип колёс по классификации AAR | Максимальная скорость | Строились | Примечания            | Изображение |
| ------------ | -------------------------------- | -------------- | -------- | ------------------------------ | --------------------- | --------- | --------------------- | ----------- |
| 412          | Рижский вагоностроительный завод | 3              | 1360 кВт | Bo'Bo'+2'2'+2'2'+Bo'Bo'        | 130 км/ч              | 1985—1986 | Поставлялись из СССР  |             |
| 411          | Zhuzhou Electric Locomotive      | 1 (5 на заказ) |          |                                | 160 км/ч              | 2015—2016 | Поставляются из Китая |             |

### Дизель-поезда
| Наименование | Производитель | Всего | Мощность  | Тип колёс по классификации AAR | Максимальная скорость | Строились | Примечания | Изображение |
| ------------ | ------------- | ----- | --------- | ------------------------------ | --------------------- | --------- | ---------- | ----------- |
| 712          | MACOSA        | 19    | 2x210 кВт | B'B'+2'2'                      | 120 км/ч              | 1981—1986 |            |             |

## Планы

### Панъевропейский коридор VIII

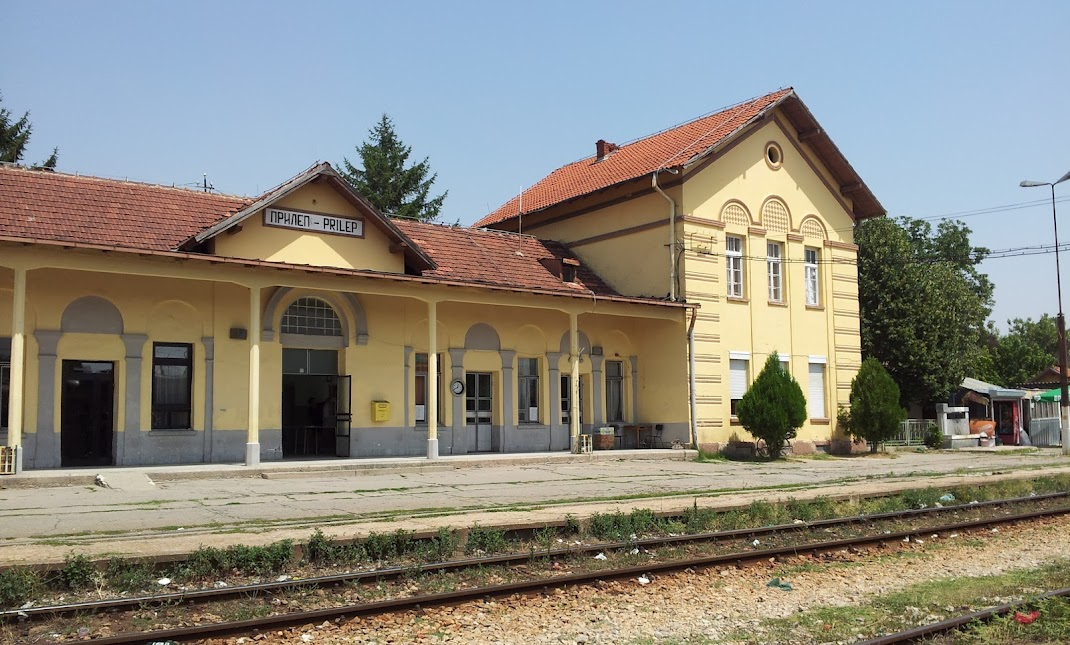
Железнодорожный вокзал в Прилепе

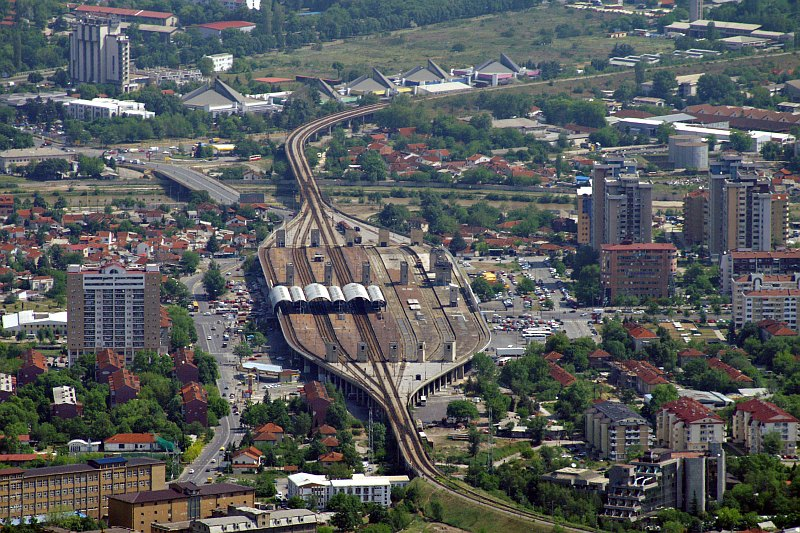
Железнодорожный вокзал в Скопье

В августе 2008 года был утверждён проект строительства новых дорог для соединения запада и востока страны по линии Беляковци — Куманово — Скопье — Тетово — Гостивар — Кичево. На востоке дорога должна соединить Северную Македонию с Варной (участок 89 км), на западе — с Дурресом (участок 66 км).

### Панъевропейский коридор X
Ведутся работы по реконструкции дорог Битола — Кременица (участок Xd коридора X), Куманово — Делядровци (14 км) и Драчево — Велес (35 км).